# Nyctemera luzonensis
Nyctemera luzonensis är en fjärilsart som beskrevs av Alfred Ernest Wileman 1915. Nyctemera luzonensis ingår i släktet Nyctemera och familjen björnspinnare. Inga underarter finns listade i Catalogue of Life.